# JR貨物M2A形コンテナ
JR貨物M2A形コンテナ（JRかもつM2Aがたコンテナ）は、日本貨物鉄道（JR貨物）が保有する鉄道車輪輸送用12 ft無蓋コンテナ。JR貨物広島車両所で16個製造された。
一部が5 tタイプ活魚ミニコンテナ（西村ライブフィッシュBOXや亀屋食品活魚など）やタンクと組にして使われたこともあった。

## 構造
内寸高さ550 mm、内寸幅2,270 mm、内寸長さ3,506 mm、自重0.9 t、総重量6.8 t。
1988年（昭和63年）に、1 - 13が製造された。JR貨物18A形コンテナ、同18D形などを水平に切断したような形状で、側板が低く天地寸法は小さい。両側面開きのものと片側面開きのものがある。外板は青色で、床部は鉄板による茶色である。セットで使用された西村ライブフィッシュBOXの輸送量は500 kgであった。当初は、コンテナ右上（側面）にJRマークが記されていた。
1996年（平成8年）に、14 - 16が製造された。この個体は、JR貨物広島車両所の事業用としての使用が目的で、コンテナ右上（側面）のJRFマークの下に「関西支社広島車両所専用」と表記されている。輪軸積載時はワイヤーで緊締し、ビニールシートなどがかけられる。
2003年（平成14年）度以降、1 - 13の再塗装が順に行われ、コンテナ右上（側面）のJRFマークが記された塗装に変わっていった。
2010年（平成22年）度頃に、15の再塗装が行われ、緑色に変更された。
2016年（平成28年）度頃に、1の再塗装が再び行われ、コンテナ右上（側面）のJRFマークが手書きになった。

## 現状
2013年（平成25年）12月現在、10個使用されている。
現在でも使用されているものがあるが、1 - 13は、登場から30年以上が経過したことや後継のZM8A形が登場したこと等により、塗装更新を行っていなかったものを中心に徐々に廃棄が行われている。

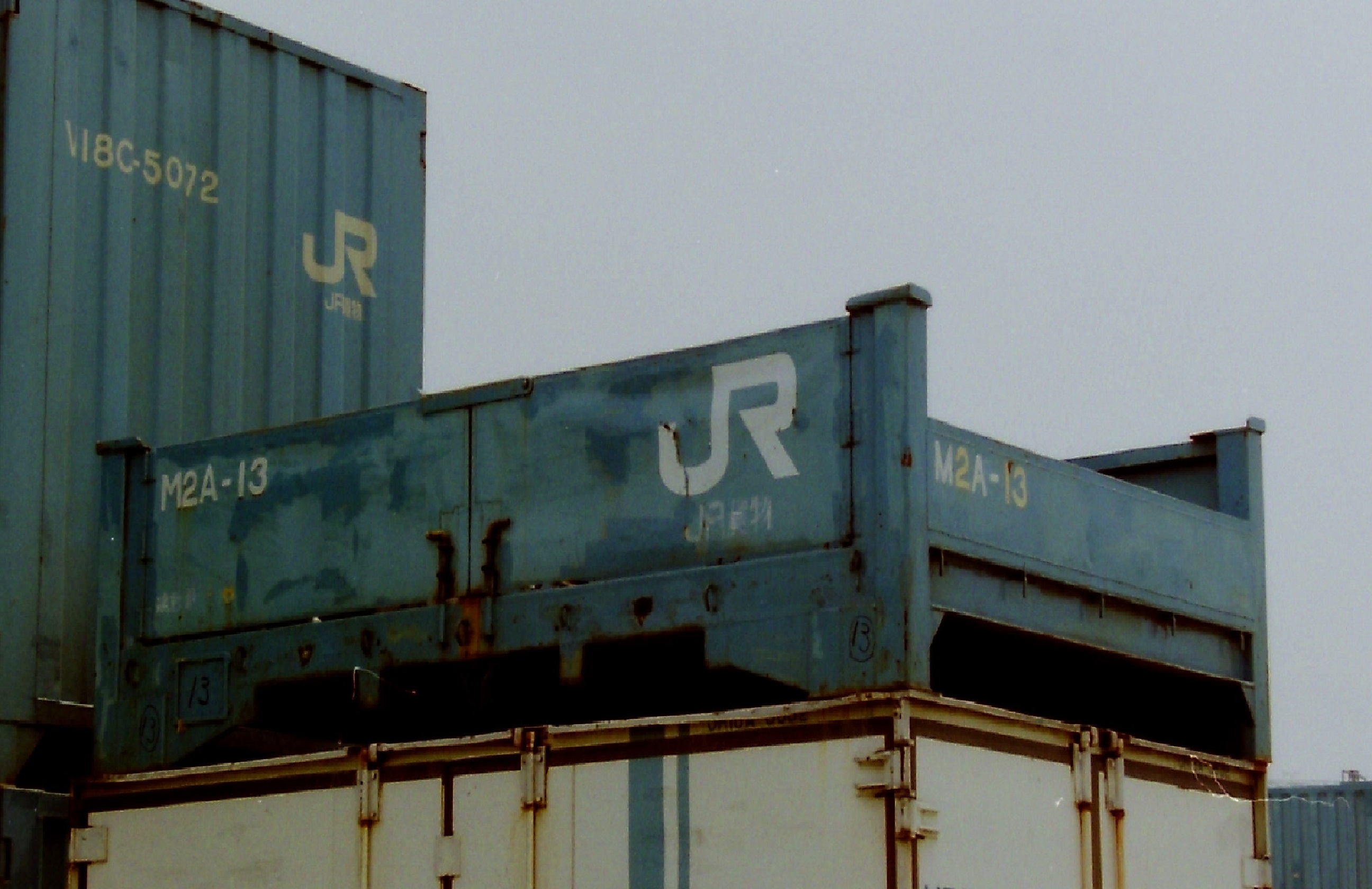
片側開きドアタイプの全景。 1999年3月、大阪／旧、百済貨物駅にて撮影。
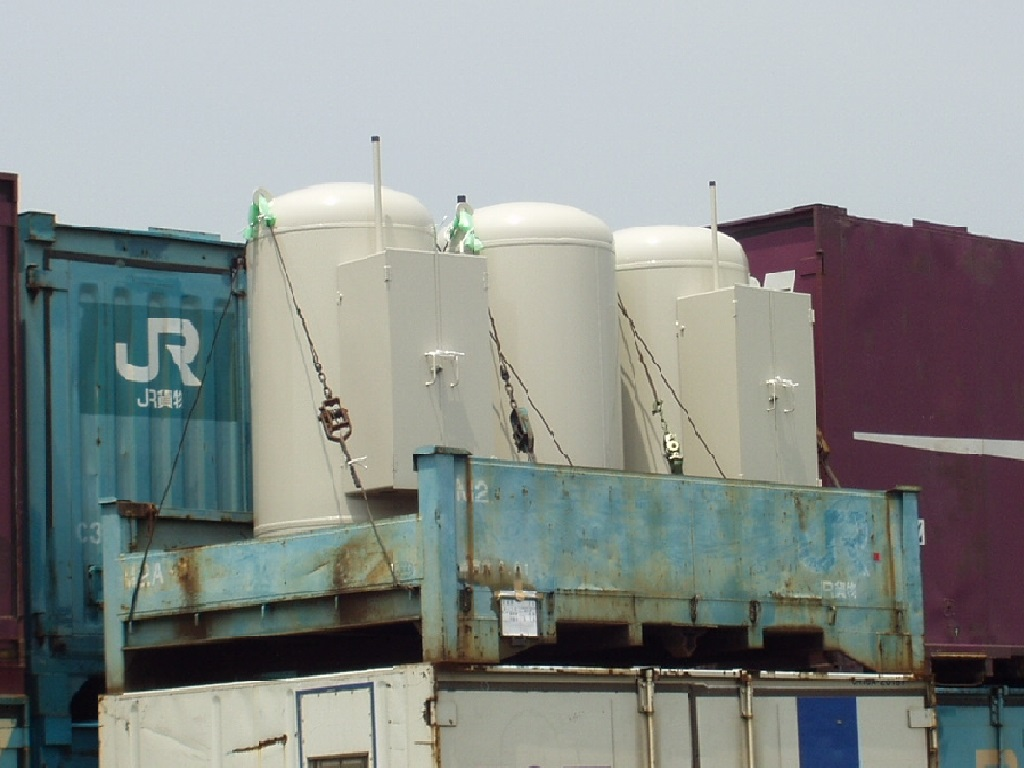
タンク等の異型貨物を輸送するのも得意である。 2003年5月17日、大阪(タ)にて撮影。